# 池坊専永
池坊 専永（いけのぼう せんえい、1933年7月21日 - ）は、京都府出身の華道家である。池坊の45代目家元。華道家元四十四世池坊専威の長男。妻は元公明党所属衆議院議員の池坊保子、長女は次期家元の四代目 池坊専好、次女は華道家の池坊美佳である。

## 人物
- 1933年：44世 池坊専威（1900-1945）と静子の長男として生まれる。父の専威は伯爵油小路隆元の子（油小路隆久）で、おじの池坊専啓の養子[1]。母の静子は、福井県敦賀郡大金の山本伝兵衛(福井県多額納税者、敦賀銀行、敦賀築港倉庫各取締役、農業）の二女で、京都府立第一高等女学校出身[2][3]。
- 1945年：父の専威の急逝で四十五世を継承、京都の青蓮院で得度する。
- 1946年：比叡山中学校に入学。僧侶の修行のため慈照院で生活する。
- 1953年：紫雲山頂法寺の住職に就任する。
- 1956年：同志社大学文学部文化学科卒業。
- 1962年：徳力富治郎とともに、初めての海外で活動を行う。
- 1971年：東京銀座松坂屋で初の個展を行う。
- 1973年：ネスカフェのCMに出演する。
- 1985年：国際科学技術博覧会で「いけばなときものの交響詩」で舞台用の超大作を制作する。

現在は個展、国内・海外の普及活動だけでなく執筆、講演会を行っている。

## 受賞・栄典
- 1971年：紺綬褒章受章。オールデン・アカデミコ・デ・サンフランシスコ章受章（ブラジル）。
- 1995年：南十字星勲章受章（ブラジル）。
- 2006年：旭日中綬章受章[4]（生け花界では初の受章となる）。
- 2010年：京都市文化功労者
- 2013年：京都府文化賞特別功労賞

## 著書
- 『池坊いけばな』主婦之友社 いけばな双書 1957年
- 『池坊 いけばなグラフィック』主婦の友社 1962年
- 『暮しのいけばな』保育社カラーブックス 1963年
- 『池坊 オールカラーいけばな全書』小学館 1971年
- 『いけばな池坊 基礎から創作へ』主婦の友社 1973年
- 『お花に強くなる180の知恵 先生が教えてくれないいけばな上達法』講談社 1973年
- 『愛のいけばな作法 生き方の知恵を教えるいけばな入門』講談社 オレンジバックス 1974年
- 『池坊専永愛を生ける ふり返られる女性になるために』徳間ブックス 1974年
- 『いけ花入門』グラフ社 1974年
- 『いけばなカード集』家の光協会 1975年
- 『池坊専永 華道家元四十五世』講談社インターナショナル 1977年
- 『池坊専永いけばな生花・自由花 心をいける12ケ月の花材と作例』誠文堂新光社 1980年
- 『池坊いけばな カラー独習』主婦の友社 1982年
- 『花よりもなお美しく』PHP研究所 1984年
- 『池坊いけばな入門』保育社 1987年
- 『池坊専永の花を生かすいけばな』講談社 1996年
- 『花の美とこころ』講談社 1996年
- 『風韻 池坊専永のいけばな 生花新風体』主婦の友社 1998年
- 『花のこころ一日一話』PHP研究所 2004年
- 『麗しい生き方 たおやかな花のように』PHP研究所 2010年
- 『On the Rise いけばなの夜明け 〈いけばな池坊550年祭〉記念出版』日本華道社 2012年

対談
- 『花に生きる心』羽根田整対談 講談社 1972年

### 監修
- たちいりハルコ著『いけいけ池坊!』1995年
- 『竹器にいける』日本華道社 1997年
- 『硝子器にいける』日本華道社 1998年
- 『現代立華 21世紀へ… 池坊中央研修学院総合特別科現代立華・中村宗雄研究室OB展作品集』中村宗雄共監修 講談社 1998年
- 『銅器にいける』日本華道社 1998年
- 『池坊いけばな添削教室』日本華道社編著 講談社　1999年
- 『はじめての池坊いけばな入門』日本華道社編著 講談社 1999年
- 『風姿抄 池坊生花正風体作品集』日本華道社 2000年
- 『いけばな美術名作集 第4巻　新撰瓶花図彙』華道家元池坊総務所池坊中央研究所編 日本華道社 2002年
- 『四季池坊いけばな花材事典』高林成年共監修 講談社 2004年-2005年
- 『いけばな美術名作集 第3巻 立華時勢粧』華道家元池坊総務所池坊中央研究所編 日本華道社 2005年
- 『おうちに飾る花book デイリーいけばな』日本華道社 2010年
- 『遊心 たまにはこんな花遊び!』華道家元池坊総務所編 日本華道社 (発売) 2010年
- 『はじめるいけばな学校華道』日本華道社 2012年